# Couponnekestrein
De couponnekestrein was een bijnaam voor de spoorwegverbinding tussen de Belgische hoofdstad Brussel en de Luxemburgse hoofdstad Luxemburg, die overeenkwam met spoorlijn 161 tussen Brussel en Namen en spoorlijn 162 tussen Namen en Luxemburg. De trein op deze spoorweglijn werd de couponnekestrein worden genoemd, vanwege de vele Belgische fiscale toeristen die interesten op niet-aangegeven beleggingen gingen ontvangen in Luxemburg.
Sinds 1 juli 2005 is het niet langer mogelijk om inkomsten te verstoppen voor de fiscus door beleggingen aan te gaan in een andere lidstaat van de Europese Unie, waardoor er een einde kwam aan het verschijnsel van de couponnekestrein.